# Rolling Hills Estates
Rolling Hills Estates és una ciutat dels Estats Units a l'estat de Califòrnia. Segons el cens del 2000 tenia 7.676 habitants.

## Demografia
Segons el cens del 2000, Rolling Hills Estates tenia 7.676 habitants, 2.806 habitatges, i 2.334 famílies. La densitat de població era de 825,5 habitants/km².
Dels 2.806 habitatges en un 33,7% hi vivien nens de menys de 18 anys, en un 74,6% hi vivien parelles casades, en un 6% dones solteres, i en un 16,8% no eren unitats familiars. En el 15% dels habitatges hi vivien persones soles el 7,9% de les quals corresponia a persones de 65 anys o més que vivien soles. El nombre mitjà de persones vivint en cada habitatge era de 2,73 i el nombre mitjà de persones que vivien en cada família era de 3,02.
Per edats la població es repartia de la següent manera: un 24,3% tenia menys de 18 anys, un 4,7% entre 18 i 24, un 21,2% entre 25 i 44, un 30,9% de 45 a 60 i un 18,9% 65 anys o més.
L'edat mediana era de 45 anys. Per cada 100 dones de 18 o més anys hi havia 91,3 homes.
Entorn de l'1,1% de les famílies i l'1,7% de la població estaven per davall del llindar de pobresa.

## Poblacions més properes
El següent diagrama mostra les poblacions més properes.